# Star (Fernsehserie)
Star ist eine US-amerikanische Fernsehserie, die erstmals am 14. Dezember 2016 beim Sender Fox ausgestrahlt wurde. Am 10. Mai 2019 wurde die Serie seitens Fox nach drei Staffeln abgesetzt.
Die deutschsprachige Erstausstrahlung erfolgte vom 5. Oktober 2017 bis zum 5. März 2020 auf dem Pay-TV-Sender ProSieben FUN.

## Inhalt
Star Davis, eine jugendliche Waise, verlässt das Waisenhaus, um ihre jüngere Schwester Simone Davis, welche nach dem Tod ihrer Mutter von Star getrennt wurde, von ihrem sexuell belästigenden Adoptivvater zu retten. Während sie von Simones Adoptivfamilie weglaufen, treffen sie Alexandra Crane, eine junge Sängerin, welche unter dem Schatten ihres erfolgreichen Vaters steht. Alexandra verbündet sich mit Star und Simone, um New York zu verlassen und nach Atlanta zu ziehen und ihre Träume zu verwirklichen, eine erfolgreiche Girlgroup zu werden.

## Besetzung und Synchronisation
Die deutschsprachige Synchronisation der Serie entsteht durch die Antares Film GmbH, Berlin unter Dialogbuch und Dialogregie von Kim Hasper.

### Hauptbesetzung
| Rolle                              | Darsteller       | Hauptrolle | Nebenrolle | Synchronsprecher    |
| ---------------------------------- | ---------------- | ---------- | ---------- | ------------------- |
| Star Davis                         | Jude Demorest    | 1.01–3.18  |            | Maria Hönig         |
| Simone Davis                       | Brittany O’Grady | 1.01–3.18  |            | Leslie-Vanessa Lill |
| Alexandra „Alex“ Crane             | Ryan Destiny     | 1.01–3.18  |            | Leonie Dubuc        |
| Cotton Brown                       | Amiyah Scott     | 1.01–3.18  |            | Anja Stadlober      |
| Derek Jones                        | Quincy Brown     | 1.01–3.18  |            | Roman Wolko         |
| Jahil Rivera                       | Benjamin Bratt   | 1.01–2.18  | 3.01–3.18  | Marcus Off          |
| Carlotta Renee Brown               | Queen Latifah    | 1.01–3.18  |            | Martina Treger      |
| Miss Bruce                         | Miss Lawrence    | 2.01–3.18  | 1.01–1.12  | Bernhard Völger     |
| Noah Brooks                        | Luke James       | 2.01–3.18  |            |                     |
| Ayanna Floyd                       | Michael Michele  | 2.01–2.18  |            |                     |
| Brody Dean                         | Stephen Dorff    | 2.01–2.18  |            |                     |
| Maurice Jetter                     | Lance Gross      | 3.01–3.18  | 2.01–2.18  |                     |
| Jackson „Jax“ Ellis                | Matthew Noszka   | 3.01–3.18  | 2.01–2.18  |                     |
| Cassandra „Cassie“ Augustine Brown | Brandy           | 3.01–3.18  | 2.01–2.18  | Mareile Moeller     |
| Mateo Ferrera                      | William Levy     | 3.01–3.18  |            |                     |

### Wiederkehrende Darsteller
| Rolle               | Darsteller            | Episoden  | Synchronsprecher       |
| ------------------- | --------------------- | --------- | ---------------------- |
| Mary Davis          | Caroline Vreeland     | 1.01–3.18 | Nina Witt              |
| Ruby Jones          | Juanita Jennings      | 1.01–3.18 | Isabella Grothe        |
| Rose Spencer-Crane  | Naomi Campbell        | 1.01–2.18 | Marion Musiol          |
| Arlene Morgan       | Nealla Gordon         | 1.01–2.18 | Silvia Mißbach         |
| Elliot Wu           | Jack J. Yang          | 1.01–2.18 | Kim Hasper             |
| Rachel Wallace      | Paris Jackson         | 1.01–2.18 | Wicki Kalaitzi         |
| Otis Leecan         | Darius McCrary        | 1.01–1.12 | Sebastian Walch        |
| Hunter Morgan       | Chad James Buchanan   | 1.01–1.12 | Nico Sablik            |
| Pastor Bobby Harris | Tyrese                | 1.01–1.12 | Tobias Kluckert        |
| Danielle Jackson    | Jasmine Burke         | 1.01–1.12 | Giovanna Winterfeldt   |
| Eva                 | Sharlene Taulé        | 1.01–1.12 | Sarah Méndez García    |
| Michelle            | Joseline Hernandez    | 1.01–1.12 | Jessica Walther-Gabory |
| Andy                | Elijah Kelley         | 2.01–3.18 |                        |
| Angel Rivera        | Evan Ross             | 2.01–3.18 |                        |
| Gigi Nixon          | Keke Palmer           | 2.01–2.18 |                        |
| Karen Williams      | Imani Lewis           | 2.01–2.18 |                        |
| Omari               | Justin Marcel McManus | 2.01–2.18 |                        |
| Charles Floyd       | Richard Roundtree     | 2.01–2.18 |                        |
| Nina Ferrera        | Camila Banus          | 3.01–3.18 |                        |
| Xander McPherson    | Chad Michael Murray   | 3.01–3.18 |                        |
| Ryan French         | Terrence J            | 3.01–3.18 |                        |
| Megan Jetter        | Lyndie Greenwood      | 3.01–3.18 |                        |
| Olivia              | Kayla Brianna         | 3.01–3.18 |                        |
| Bobby Brooks        | Harold Perrineau      | 3.01–3.18 |                        |

### Gastdarsteller
| Rolle           | Darsteller      | Episoden         | Synchronsprecher |
| --------------- | --------------- | ---------------- | ---------------- |
| Roland Crane    | Lenny Kravitz   | 1.01–1.02        | Robert Glatzeder |
| Pumpkin         | Missy Elliott   | 1.08, 1.10       | Bianca Krahl     |
| Jay Holland     | Mike Epps       | 2.01             |                  |
| Jamal Lyon      | Jussie Smollett | 2.01             |                  |
| Carol Holloway  | Tasha Smith     | 2.01             |                  |
| Christine Brown | Patti LaBelle   | 2.10, 2.12, 3.01 |                  |
| Joyce Sheree    | Teyana Taylor   | 2.06–2.07, 3.01  |                  |
| Natalie Knight  | Meagan Good     | 2.14–2.16        |                  |
| Chloe David     | Draya Michele   | 3.07–3.09        |                  |
| Calvin Brown    | Ben Vereen      | 3.08–3.09        |                  |
| er selbst       | Big Boi         | 1.03, 1.11–1.12  | Tilo Schmitz     |
| sie selbst      | Tiny            | 1.04             |                  |
| sie selbst      | Gladys Knight   | 1.04, 1.07       | Viola Sauer      |
| sie selbst      | Porsha Williams | 1.06             | Nora Kunzendorf  |
| sie selbst      | Kelly Price     | 1.07             |                  |
| sie selbst      | Monica          | 1.12             | Anja Nestler     |
| er selbst       | Quavo           | 2.12             |                  |
| sie selbst      | Mimi Faust      | 3.04             |                  |

## Ausstrahlung
Die Erstausstrahlung der ersten Staffel fand in den Vereinigten Staaten vom 14. Dezember 2016 bis zum 15. März 2017 auf dem Sender Fox statt, die zweite vom 27. September 2017 bis 23. Mai 2018 sowie die dritte Staffel ab dem 26. September 2018. Das Serienfinale wurde schließlich am 8. Mai 2019 ausgestrahlt.
Die deutschsprachige Erstausstrahlung erfolgt seit dem 5. Oktober 2017 auf dem Pay-TV-Sender ProSieben FUN. Während die erste Staffel vom 5. Oktober 2017 bis zum 9. November 2017 ausgestrahlt wurde, waren die ersten neun Folgen der zweiten Staffel vom 29. März bis zum 26. April 2018 auf dem Sender zu sehen. Die Veröffentlichung der restlichen Episoden der zweiten Staffel sowie der ersten acht Episoden der dritten Staffel startete am 20. Dezember 2018 und endete am 28. Februar 2019. Vom 2. Januar bis zum 5. März 2020 wurden die restlichen Episoden der finalen, dritten Staffel auf ProSieben FUN ausgestrahlt.
Im deutschen Free-TV ist die Serie seit dem 27. Dezember 2019 auf dem Fernsehsender Joyn Primetime zu sehen.

## DVD- und Blu-Ray-Veröffentlichung
Vereinigte Staaten
- Staffel 1 erschien am 3. Oktober 2018.